# Gamebryo
Gamebryo（ゲームブリオ）は、Emergent Game Technologiesが開発、販売していたミドルウェア、ゲームエンジンのブランド。2003年、NDL社のNetImmerse Engineがバージョンアップした際、現在のブランド名に変更された。
2010年11月、Emergent Game Technologiesは業務を停止した。同年12月には会社を清算し、Gamebryoは韓国のGameBase社に買収された。現在はGameBase社の展開するゲームエンジンとなっている。

## 概要・特徴
C++で記述されており、ライセンシーは全てのソースコード、検索可能なドキュメント群が提供される。ライセンシーはソースコードを自由に拡張してゲームを制作できる。
このエンジンは柔軟性の高さを大きな特徴として持ち、同エンジン採用ゲームはストラテジーからRPG、FPSまで多岐に及んでいる。現行(2008年)の最新ゲームプラットフォーム、PC、Xbox 360、プレイステーション3、Wiiなどに幅広く対応し、その他の最新ゲームエンジンに比べても遜色ない機能を有している。
マルチスレッドにも積極的に対応を図っており、ゲーム内のタスクを細分化して流し込めば各CPUに動的に配分する「Floodgate」ストリーミング･プロセッシング･エンジンを備える。同様の機構はカプコンの「MT Framework」でも見られる。

## 対応プラットフォーム
- PC (Microsoft Windows)
- Xbox
- Xbox 360
- プレイステーション2
- プレイステーション3
- ニンテンドー ゲームキューブ
- Wii

## ライセンスを取得したデベロッパ
- Bethesda Softworks (The Elder Scrolls III、The Elder Scrolls IV: Oblivion、Fallout 3など)
- Firaxis Games (Civilization 4、Pirates！など)
- Hidden Path Entertainment (Defense Grid: The Awakening)
- Mad Doc Software (Empire Earth 2、同3など)
- Microsoft Game Studios (Zoo Tycoon 2)
- Red Orb Entertainment (Prince of Persia 3D)
- アクワイア (侍道3)
- アトラス (キャサリン)